# Vailly, Aube
Vailly är en kommun i departementet Aube i regionen Grand Est (tidigare regionen Champagne-Ardenne) i nordöstra Frankrike. Kommunen ligger  i kantonen Troyes 2e Canton som ligger i arrondissementet Troyes. År 2022 hade Vailly 310 invånare.

## Befolkningsutveckling
Antalet invånare i kommunen Vailly
Referens: INSEE